# Ніїзое Сакі
Сакі Ніїзое (яп. 新添左季; 4 липня 1996, Касіхара, Японія) — японська дзюдоїстка, срібна призерка Олімпійських ігор 2024 року, п'ятиразова чемпіонка світу, чемпіонка Азії та Азійських ігор.

## Виступи на Олімпіадах
| Олімпіада  | Дисципліна      | Місце |
| ---------- | --------------- | ----- |
| Париж 2024 | до 70 кг        | 7     |
| Париж 2024 | змішана команда | 2     |

## Зовнішні посилання
- Ніїзое Сакі на сайті International Judo Federation (англійська)
- Ніїзое Сакі на сайті JudoInside.com (англійська)
- Ніїзое Сакі на сайті AllJudo.net (французька)